# Dorothea Klieber
Dorothea Klieber (* 5. Dezember 1920; † 11. Juli 2013) war eine deutsche Ehrenamtlerin und Aktivistin, die sich um die Anerkennung der Methadonsubstitution als Behandlungsmethode für Heroinsucht verdient gemacht hat.

## Werdegang
Klieber war Mutter eines heroinsüchtigen Sohnes, bei dem mehrere Langzeittherapien keine Heilung brachten. Mitte der 1980er Jahre lernte sie in München den Arzt Johannes Kapuste kennen, der die Behandlung Heroinsüchtiger mit der Ersatzdroge Methadon erprobte. Dieser Therapieansatz zeigte bei Kliebers Sohn Maximilian Erfolg. Zwei Jahre nach der Verhaftung Kapustes wegen „ärztlich nicht begründeter Verschreibung von Betäubungsmitteln“ nahm sich Maximilian im Juni 1988 das Leben.
1987 gründete Dorothea Klieber in München eine Elternhilfe, die sich für die Substitutionsbehandlung einsetzte. Wissenschaftliche Ergebnisse aus Methadonprogrammen in den Vereinigten Staaten übersetzte sie und verschickte sie an Ärzte, Juristen und Drogenberater. Sie forderte den Bundesinnenminister Zimmermann auf, sich des Themas anzunehmen. Als auch in Deutschland verschiedene Methadonprogramme Erfolge bescheinigten, wurde die Drogensubstitution als Behandlungsmethode anerkannt.

## Ehrungen
- Bundesverdienstkreuz am Bande (19. November 2001),[2] „in Anerkennung ihres außergewöhnlichen Engagements für die Methadonbehandlung“

## Schriften
- Ärztliche und juristische Erfahrungsberichte und Hinweise zur Behandlung Opiatabhängiger mit Ersatzmitteln, 1991